# Cardiacephala guttata
Cardiacephala guttata är en tvåvingeart som först beskrevs av Walker 1853.  Cardiacephala guttata ingår i släktet Cardiacephala och familjen skridflugor. Inga underarter finns listade i Catalogue of Life.